# Aiura turu
Aiura turu là một loài tò vò trong họ Ichneumonidae.